# Серрано, Андрес
Андрес Серрано (исп. Andres Serrano, род. 15 августа 1950) — американский фотограф и художник, известный своими скандальными фотографиями трупов, использованием фекалий и других выделений тела в своих работах (особенно в работе «Piss Christ», которая представляет собой распятие, погруженное в мочу автора). Кроме того, он автор обложек альбомов Load и ReLoad группы Metallica.
Андрес Серрано родился в 1950 году в Нью-Йорке. Наполовину гондурасец, наполовину афро-кубинец он воспитывался в рамках строгой католической доктрины. С конце 1960-х годов Серрано обучался в Школе искусств при Бруклинском музее.